# Collecchio
Collecchio – miejscowość i gmina we Włoszech, w regionie Emilia-Romania, w prowincji Parma.
Według danych na rok 2004 gminę zamieszkiwało 11 871 osób, 204,7 os./km².